# Hotel Country Club de Lima
El Country Club Lima Hotel es un hotel cinco estrellas ubicado en el distrito de San Isidro, en la ciudad de Lima, capital del Perú. Fue inaugurado el 8 de febrero de 1927, como el country club más exclusivo de Lima. Hoy, el hotel que alberga es el más antiguo de la ciudad aún en funcionamiento después del Gran Hotel Bolívar.

## Historia
El 26 de mayo de 1925, se constituyó la empresa Sociedad Anónima Propietaria del Country Club, con un capital de 150.000 libras peruanas, integrada por miembros de The Foundation Company de Nueva York, el Banco Popular y la Cerro de Pasco Corporation. La idea era construir el Country Club y urbanizar el área contigua de 130 ha adquiridos a las haciendas Conde de San Isidro, Lobatón, Matalechuzas y Orrantia; propiedades que habían pertenecido a los condes de San Isidro. Se calculó vender los terrenos de esta urbanización a 15 soles por metro cuadrado urbanizado para reinvertir parte de las ganancias en la construcción del nuevo hotel.
En 1926, se funda el Lima Country Club, empresa que contrató a la "Lima Building Company" para realizar el proyecto, a "The Foundation Company" de Nueva York (asociada a A&F Wiese), para realizar la construcción y al arquitecto estadounidense T.J. O'Brien, quien diseñó el hotel con un estilo colonial californiano. Gran parte de los materiales de construcción fueron importados de Estados Unidos y Gran Bretaña. El hotel fue inaugurado el domingo 8 de febrero de 1927 por el presidente de la República Augusto B. Leguía. Hubo un almuerzo en honor al presidente, a su gabinete de ministros y una serie de personalidades políticas, intelectuales y artísticas de la ciudad. El personal del Country Club vino desde Suiza, con excepción del portero y el botones. Su panadería fue un éxito, pues la manejaba un joven suizo, Alfredo Bachmann, quien luego abrió “La Tiendecita Blanca” en el distrito de Miraflores.
Las instalaciones del Country Club fueron principalmente utilizadas como club house por los miembros del Lima Golf Club, en su mayoría parte de la colonia británica, que practicaban golf en el campo aledaño. Sin embargo, esto solo duró hasta 1943 cuando los socios del club de golf construyeron sus propias instalaciones dentro del campo de golf. Cabe destacar que el Country Club se unió con el Lima Golf Club, el Jockey Club del Perú (en el Hipódromo de Santa Beatriz), el Lawn Tennis de la Exposición y el Polo & Hunt Club formando un “holding” de instituciones sociales. 
En 1943, el grupo Wiese dirigido por Augusto Wiese Eslava adquirió por completo el Country Club de Lima después de que "The Foundation Company" se retirara del Perú. En 1966 cambió su nombre a Country Club Lima Hotel. Para 1970, Grimanesa Wiese Montero heredó la propiedad y junto a su esposo, Rodolfo Neuhaus Rizo Patrón, y su tío Carlos Montero Bernales, decidieron formar un club social alrededor del hotel; el Real Club de Lima. Sin embargo, el proyecto no se llevó a cabo y la propiedad se transfirió a los accionistas de la frustrada empresa.

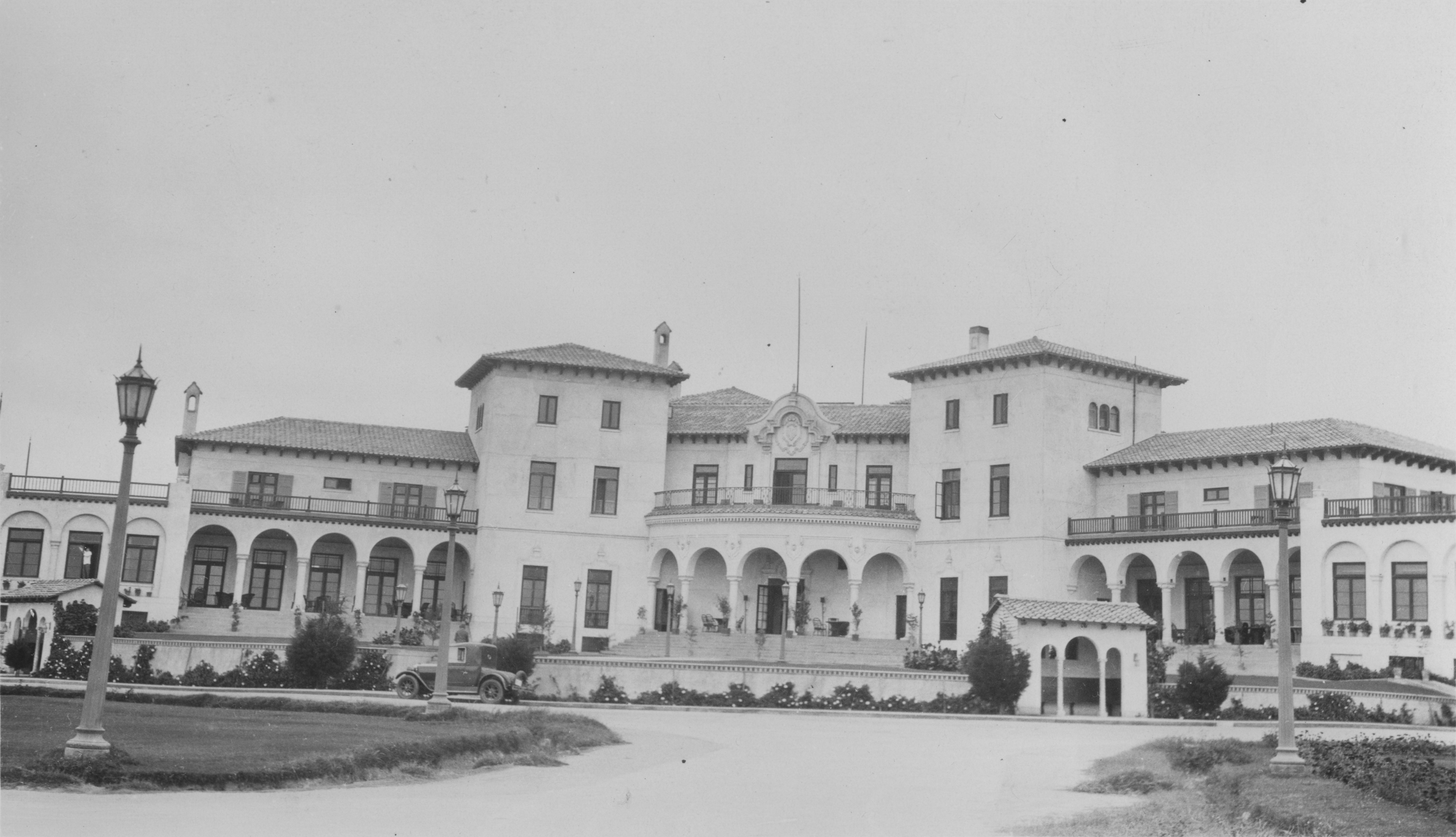
Antigua imagen del Country Club.

Desde aquella lejana fecha, hasta mediados de los años setenta, el Country Club fue el local predilecto de la elite limeña para sus actividades sociales. En sus primeros 70 años de existencia, el hotel Country Club recibió a innumerables personalidades de la política y el espectáculo, contando entre sus huéspedes a mandatarios, príncipes y diplomáticos. Las actividades más importantes eran los matrimonios, agasajos a personalidades, bailes de carnaval y año nuevo, almuerzos de camaradería y grandes banquetes. Entre las personalidades que se alojaron en el hotel estuvieron el duque de Windsor (quien había abdicado al trono británico) con su esposa Wallis Simpson, el entonces príncipe de Gales y futuro Jorge VI del Reino Unido, el príncipe Felipe de Edimburgo, el príncipe Bernardo de Holanda, el archiduque Félix de Austria, el presidente francés Charles de Gaulle, el presidente estadounidense Richard Nixon y su esposa Pat Nixon, el político Nelson Rockefeller, el escritor Ernest Hemingway, la actriz Ava Gardner, el actor John Wayne, el comediante Mario Moreno "Cantinflas", el músico Mick Jagger y los toreros Manolete, Juan Belmonte y Fermín Espinosa "Armillita Chico", así como otros representantes de la política, el arte, las letras y el espectáculo.
La crisis económica vivida en el país durante los años 1980 llevó al declive del Country Club y las propiedades del hotel pasaron al Real Club de Lima. En 1996, el hotel fue concesionado al Consorcio Inmobiliario Los Portales, perteneciente al grupo Wiese y grupo Romero, para devolverle su tradicional belleza y esplendor. Con una millonaria inversión el hotel fue remodelado guardando su estructura original y abrió sus puertas el 21 de julio de 1998. Hoy, el hotel es Patrimonio Cultural de la Nación, declarado por Resolución del Ministerio de Educación y del Instituto Nacional de Cultura.
El restaurante del hotel, el Perroquet, ha obtenido varios años el primer lugar a "Mejor Restaurante de Hoteles" en varios premios internacionales. El tradicional bar inglés del hotel es reconocido por contar con uno de los mejores pisco sour de la ciudad, y en el 2012, 2013 y 2022 fue premiado como el mejor bar de Lima según los premios SUMMUM. Además, en el 2017 fue reconocido como "Bar Emblemático de la Cultura del Pisco" por la Academia Peruana del Pisco.

## En la cultura popular
El Country Club es conocido por haber sido uno de los más exclusivos hoteles de Lima. Algunas referencias en la cultura popular y anécdotas son las siguientes:
- En Un mundo para Julius, de Alfredo Bryce Echenique, el personaje principal se aloja en el Country Club. En otra obra de Bryce, No me esperen en abril, gran parte de la historia transcurre en el Country Club.

- El conocido saxofonista y miembro del grupo Traffic Sound, Jean Pierre Magnet, inició su carrera en el Country Club, donde su padre trabajaba.